# タニア・レイモンド
タニア・レイモンド（Tania Raymonde、1988年3月22日 - ）は、アメリカ合衆国の女優。カリフォルニア州出身。

## 出演作品
- ザ・ラストシップ
- 弁護士ビリー・マクブライド
- 飛びだす 悪魔のいけにえ　レザーフェイス一家の逆襲（ニッキ）
- スイッチ　～運命のいたずら～ シーズン2
- HAWAII FIVE-0 シーズン2
- Death Valley　～密着！ロス市警アンデッド特別捜査班～
- LOST ファイナル・シーズン（アレックス・ルソー）
- スリル　少女たちの危険なアクセス
- 初体験：ハイスクール・チェリーパイ
- crash　クラッシュ シーズン2
- LOST シーズン5（アレックス・ルソー）
- BONES　ボーンズ　-骨は語る- シーズン4
- LAW & ORDER　クリミナル・インテント シーズン8
- コールドケース6（フランキー・ラファティ）
- CSI：ニューヨーク5
- LOST シーズン4（アレックス・ルソー）
- LOST シーズン3（アレックス・ルソー）
- LOST シーズン2（アレックス・ルソー）
- NCIS　～ネイビー犯罪捜査班 シーズン2
- マルコム　in the Middle シーズン4（シンシア）
- マルコム　in the Middle シーズン3（シンシア）
- マルコム　in the Middle シーズン2（シンシア）
- マルコム　in the Middle シーズン1
- ディープ・ブルー3　　(エマ・コリンズ)